# فیصل جاب الله
فیصل جاب الله (عربی: فيصل جاب الله؛ زادهٔ ۱ مهٔ ۱۹۸۸) ورزشکار جودو اهل تونس است.
وی در مسابقات کشوری و بین‌المللی در مجموع برندهٔ ۴ مدال طلا، ۴ مدال نقره، ۴ مدال برنز شده‌است.